# Сигарные ставриды
Сигарные ставриды, или десятипёрые ставриды, или скэды (лат. Decapterus), — род морских лучепёрых рыб из семейства ставридовых (Carangidae). Длина тела от 25 до 50 см. Они очень похожи на представителей рода ставриды. Главным признаком рода являются дополнительные плавнички, один из которых расположен позади второго спинного, а второй — анального плавников. Их тела почти круглые в сечении. Вдоль прямой задней части боковой линии есть костные щитки. Зубы мелкие, находятся на челюстях, сошнике, нёбных костях, а также обычно на языке. Рот конечный. Обитают в тропических водах Тихого, Индийского и Атлантического океанов.

## Виды
В состав рода включают 11 видов:
- Decapterus akaadsi (Abe), 1958 — Китайская десятипёрая ставрида
- Decapterus koheru (Hector, 1875) — Новозеландская сигарная ставрида
- Decapterus kurroides (Bleeker, 1855) — Краснопёрая десятипёрка
- Decapterus macarellus (Cuvier, 1833) — Ставрида-макарела, или полинезийская сигарная ставрида
- Decapterus macrosoma (Bleeker, 1851) — Короткоплавниковая десятипёрая ставрида, или перуанская десятипёрая ставрида, или перуанский скэд
- Decapterus maruadsi (Temminck & Schlegel, 1843) — Японская десятипёрка
- Decapterus muroadsi (Temminck & Schlegel, 1844) — Ставрида-муроадзи
- Decapterus punctatus (Cuvier, 1829) — Круглая ставрида, или сигарная ставрида, или пятнистая ставрида, или рыба-сигара
- Decapterus russelli (Rüppell, 1830) — Индийская сигарная ставрида, или индийская десятипёрка
- Decapterus smithvanizi (Seishi Kimura, Katahira & Kuriiwa, 2013)[4]
- Decapterus tabl (Berry, 1968) — Ставрида-табл